# بخش میلتون (شهرستان وین، اوهایو)
بخش میلتون (به انگلیسی: Milton Township) یک منطقهٔ مسکونی در ایالات متحده آمریکا است که در شهرستان وین، اوهایو واقع شده‌است.
 بخش میلتون ۹۳٫۵ کیلومتر مربع مساحت و ۹٬۲۵۴ نفر جمعیت دارد و ۳۲۹ متر بالاتر از سطح دریا واقع شده‌است.